# Aegyptobia parcus
Aegyptobia parcus är en spindeldjursart som beskrevs av Akbar och Mushtaq 1993. Aegyptobia parcus ingår i släktet Aegyptobia och familjen Tenuipalpidae. Inga underarter finns listade i Catalogue of Life.